# HMS Illern (1921)
Pour les autres navires du même nom, voir HMS Illern.
Le HM Illern (en suédois, « furet ») est un sous-marin de classe Bävern de la marine royale suédoise. Lancé en 1921, il a été coulé dans une collision avec un navire en 1943.

## Carrière
Le navire a été commandé au chantier naval de Karlskronavarvet et sa quille a été posée en 1916. Il a été lancé le 30 juin 1921 et a rejoint la flotte le 28 novembre 1921. Il a été le premier en service suédois à être nommé Illern.
Le navire est entré en collision le 12 août 1943 avec le M/S Birkaland de Göteborg dans le détroit de Kalmar et a coulé, tuant un homme d’équipage.
En passant la chute profonde du détroit de Kalmar[Quoi ?] le 12 août 1943, le Illern est entré en collision à 6 h 47 avec le navire Pirkanmaa de Göteborg près d’une drague ancrée dans le canal. Le sous-marin a immédiatement commencé à se remplir d’eau. Accroché à la proue du navire, le Illern a été pris[pas clair] par le Pirkanmaa à quelques centaines de mètres du canal. Lorsque le Pirkanmaa s’est éloigné du sous-marin, celui-ci a coulé. Au moment de la collision, plusieurs membres de l’équipage du Illern ont été projetés dans le canal et un homme sur la drague. Tous ceux qui se trouvaient à bord du Illern ont été secourus, à l’exception du mécanicien K.G. Hamnér qui faisait partie de ceux qui étaient tombés dans le lac au moment de la collision. Son cadavre a flotté jusqu’à terre deux semaines plus tard à Färjestaden sur Öland.
L’épave a été renflouée quelques semaines plus tard, jugée au-delà de toute possibilité de réparation et retirée du service le 8 octobre. Elle a fait naufrage en 1944.